# 澳亞航空 (1990年)
澳亞航空公司（英語：Australia Asia Airlines，IATA代碼：IM，ICAO代碼：AAU）是一間由澳洲航空設立專門執飛澳大利亞－中華民國臺灣間航線的航空公司。

## 歷史

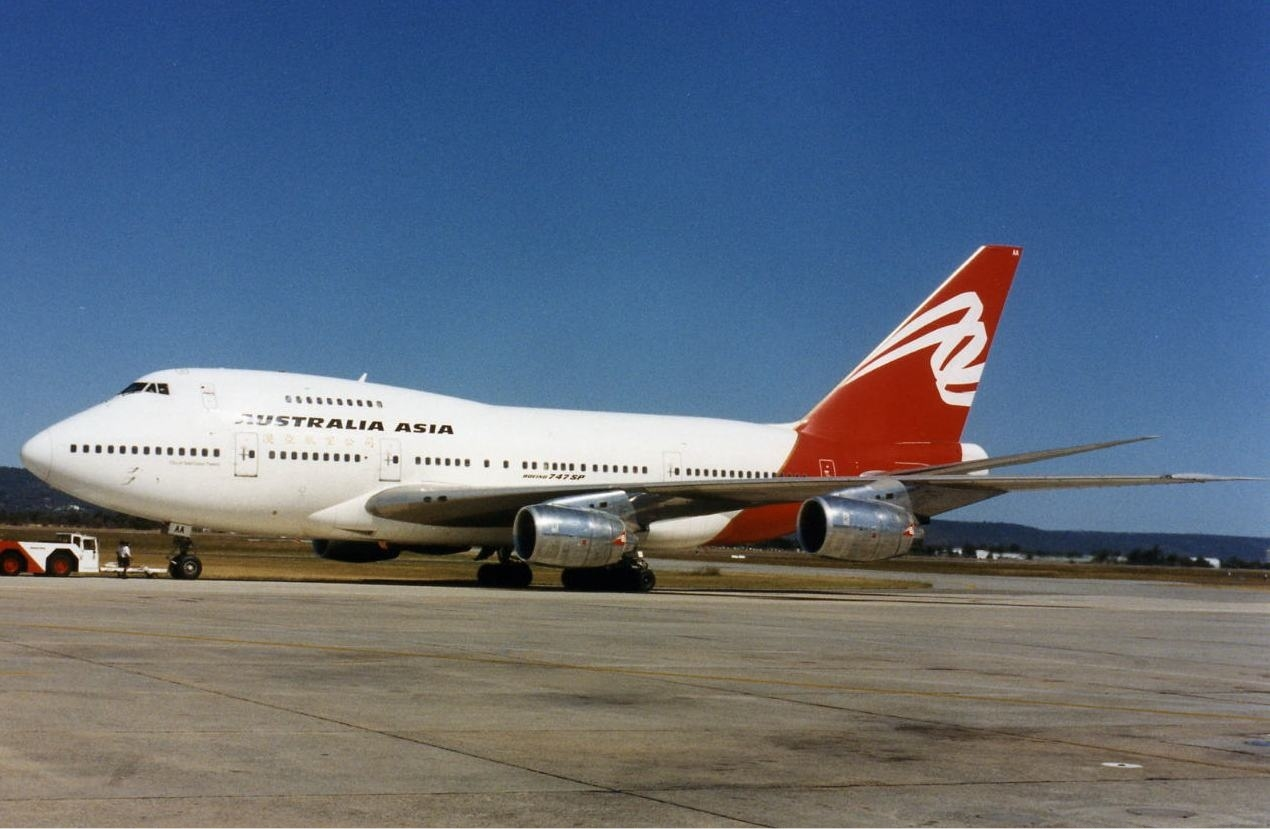
澳亚航空的波音747SP（摄于珀斯机场）

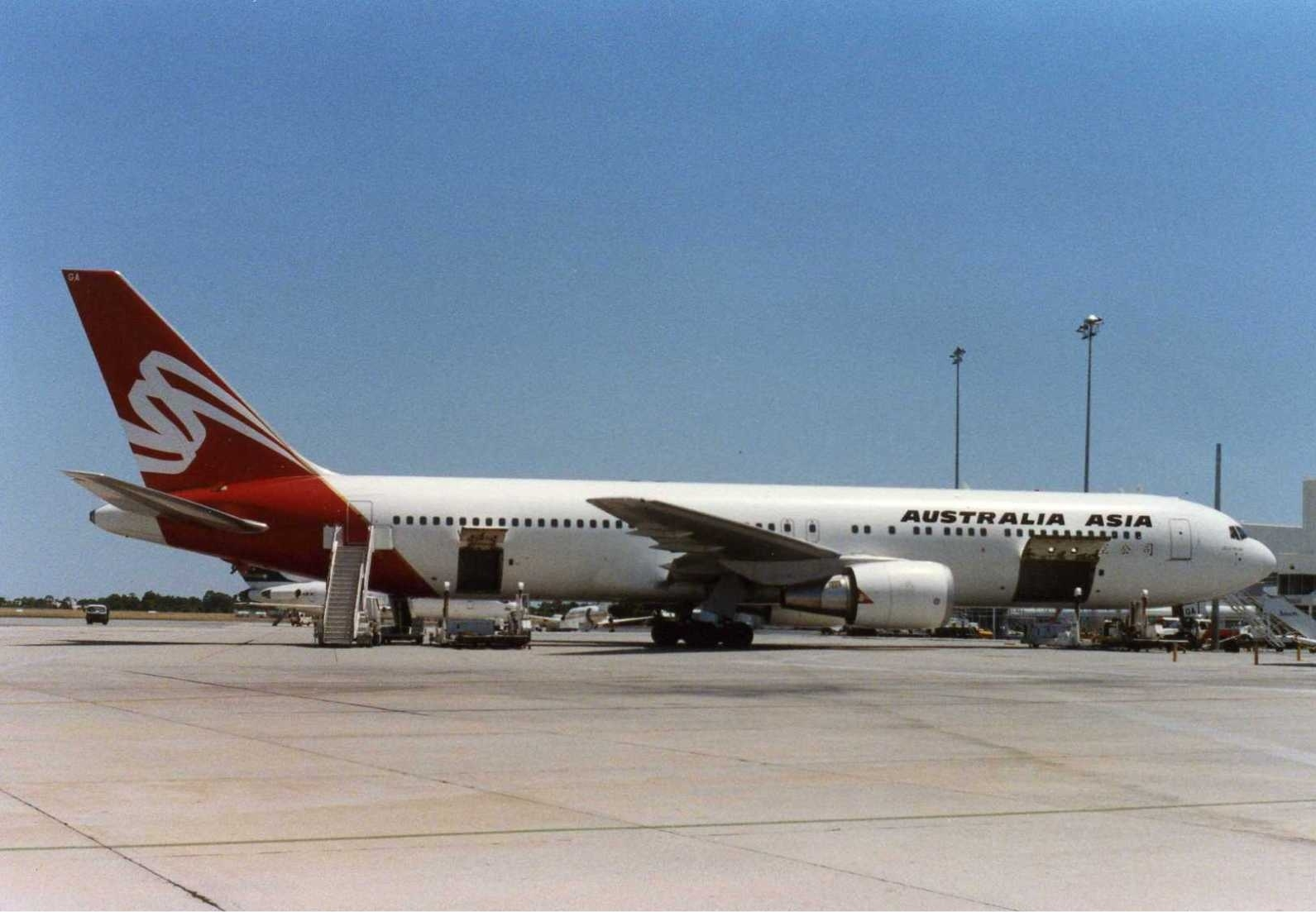
澳亞航空波音767-300

澳亞航空公司的設立起因於中華人民共和國在與澳大利亞建交後，要求澳方不得使用載旗航空公司飛航中華民國，因此為了繼續營運雪梨－臺北航線，澳洲航空特別成立子公司澳亞航空，專門執飛澳大利亞與中華民國之間的航線。
澳亞航空公司營運兩架波音747SP客機以及一架波音767客機，這三架飛機漆上「AUSTRALIA ASIA」和淡淡的「澳亞航空公司」字樣，垂直尾翼皆未漆上澳大利亞國旗以及母公司的袋鼠圖騰商標，反而是使用其專屬的彩帶商標呈現。至1994年以前，其使用的IATA代碼是與母公司澳洲航空（QF）不同的「IM」。
但1996年，母公司澳洲航空決定停飛臺北航線，澳亞航空公司也因此裁撤。目前澳洲航空是採用與中華航空共享代碼的方式營運臺北（桃園）－布里斯本、雪梨、墨爾本三條航線。